# ケイリン・ホイットニー
ケイリン・ホイットニー（Kaylin Whitney、1998年3月9日 ‐ ）は、アメリカ合衆国・フロリダ州クレアモント出身で短距離走を専門にしている陸上競技選手。2015年北京世界選手権女子4×100mリレーのアメリカ代表。100mと200mの元ユース世界最高記録保持者、100mの元全米高校記録保持者。

## 経歴
父のデュウェイン・ホイットニー（DuWayne Whitney）はアーカンソー大学で競技していた元陸上競技選手で、1993年全米学生（NCAA）選手権にハードルと走高跳で出場した実績を持つ。

### 小中学生時代
7歳からトラックで走り始め、8歳だった2006年にはAAUジュニアオリンピック (en) の100mと200と走幅跳で優勝した。
12歳の時からデニス・ミッチェル（1992年バルセロナオリンピック男子4×100mリレー金メダリスト）と、その妻であるダム・チェリー（2008年北京オリンピック女子100mハードル4位）の指導を受け始めた。14歳だった2012年には全米ジュニアオリンピック (en) （13-14歳の部）の100mを11秒59（+1.2）、200mを23秒41（+0.5）と、ともに1999年大会でサーニャ・リチャーズが樹立した大会記録（11秒61と23秒63）を更新して優勝した。また、これは全米エイジグループ記録（13-14歳）にもなった。

### 高校生時代
イースト・リッジ高校 (East Ridge High School) に進学すると、1年生ながら100mと200mの州タイトルを獲得（2013年）。翌年も2年連続で100mと200mの州タイトルを獲得した。
2014年7月の全米ジュニア選手権では、5日の女子100m予選で自己ベスト（11秒27）を更新する11秒17（+0.8）をマークすると、決勝では予選のタイムを更に縮める11秒10（+0.9）のユース世界最高新記録（当時）を樹立。1976年にチャンドラ・チーズボローがマークした11秒13を38年ぶりに更新するとともに、1998年にアンジェラ・ウィリアムズが樹立した11秒11の全米高校記録も16年ぶりに更新した。勢いは止まらず、翌日の女子200m決勝でも22秒49のユース世界最高新記録（当時）を樹立し、1992年にマリオン・ジョーンズがマークした22秒58を22年ぶりに更新した。
2014年7月の世界ジュニア選手権では、カテゴリーが1つ下のユース選手でありながら女子100mと女子200mに今季ジュニア世界ランク1位（11秒10と22秒49）で出場すると、100mこそ銅メダルに終わったが、200mでは優勝し自身初の世界タイトルを獲得。アンカーを務めた女子4×100mリレーも優勝に貢献し、200mとの大会2冠を達成した。

### プロ転向以降
2015年の北京世界選手権、そして2016年のリオデジャネイロオリンピック出場を目指しプロに転向した。17歳の誕生日である2015年3月9日にナイキと契約を結んだことを発表した。
2015年6月の全米選手権 (en) は、女子100mは予選敗退に終わったが、女子200mは準決勝でユース世界最高タイ記録の22秒49（-0.1）をマークして決勝に進出した。迎えた決勝では22秒47（+0.4）のユース世界最高新記録（当時）を樹立したものの表彰台に0秒03届かず、この種目での北京世界選手権アメリカ代表の座を惜しくも逃す4位に終わった。
2015年7月のパンアメリカン競技大会 (en) では、女子200mを22秒65（+1.1）で制し初のシニア国際タイトルを獲得すると、アンカーを務めた女子4×100mリレーは42秒58の大会新記録樹立で優勝に貢献し、ユースの選手ながらシニア主要国際大会で2つの金メダルを獲得した。
2015年8月の北京世界選手権女子4×100mリレーアメリカ代表に選出され、17歳の若さでシニア世界大会を経験することになったが、大会で出番は回ってこなかった。
2016年6-7月の全米オリンピックトライアル (en) は、女子100m・女子200mともに準決勝で敗退し、リオデジャネイロオリンピック出場の夢はかなわなかった。

## 人物
趣味は釣り、料理など。

## 自己ベスト
記録欄の（　）内の数字は風速（m/s）で、+は追い風を意味する。
| 種目 | 記録           | 年月日        | 場所       | 備考                                |
| 屋外 | 屋外           | 屋外          | 屋外       | 屋外                                |
| ---- | -------------- | ------------- | ---------- | ----------------------------------- |
| 100m | 11秒10 (+0.9)  | 2014年7月5日  | ユージーン | 元ユース世界最高記録 元全米高校記録 |
| 100m | 11秒01w (+5.4) | 2015年7月9日  | ローザンヌ | 追い風参考記録                      |
| 200m | 22秒47 (+0.4)  | 2015年6月28日 | ユージーン | 元ユース世界最高記録                |

## 主要大会成績
備考欄の記録は当時のもの
| 年   | 大会                        | 場所       | 種目    | 結果 | 記録          | 備考     |
| ---- | --------------------------- | ---------- | ------- | ---- | ------------- | -------- |
| 2014 | 世界ジュニア選手権          | ユージーン | 100m    | 3位  | 11秒45 (-1.0) |          |
| 2014 | 世界ジュニア選手権          | ユージーン | 200m    | 優勝 | 22秒82 (+2.4) |          |
| 2014 | 世界ジュニア選手権          | ユージーン | 4x100mR | 優勝 | 43秒46 (4走)  |          |
| 2015 | パンアメリカン競技大会 (en) | トロント   | 200m    | 優勝 | 22秒65 (+1.1) |          |
| 2015 | パンアメリカン競技大会 (en) | トロント   | 4x100mR | 優勝 | 42秒58 (4走)  | 大会記録 |

### 全米タイトル
| 年   | 大会                     | 場所       | 種目 | 優勝記録      | 備考                            |
| ---- | ------------------------ | ---------- | ---- | ------------- | ------------------------------- |
| 2012 | 全米ジュニアオリンピック | ボルチモア | 100m | 11秒59 (+1.2) | 大会記録                        |
| 2012 | 全米ジュニアオリンピック | ボルチモア | 100m | 23秒41 (+0.5) | 大会記録                        |
| 2016 | 全米ジュニア選手権       | ユージーン | 100m | 11秒10 (+0.9) | ユース世界最高記録 全米高校記録 |
| 2016 | 全米ジュニア選手権       | ユージーン | 200m | 22秒49 (+1.3) | ユース世界最高記録              |